# Josh Lyman

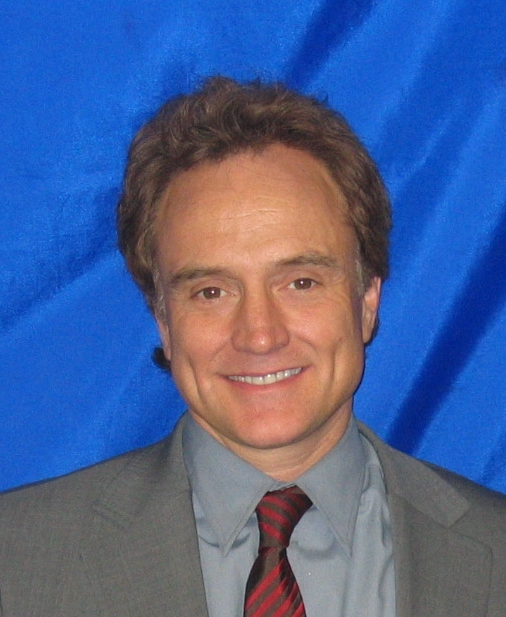
Foto de Bradley Whitford.

Joshua "Josh" Lyman es un personaje de ficción representado por Bradley Whitford en la serie de televisión El Ala Oeste de la Casa Blanca. Durante la mayoría de la serie ostenta el cargo de Ayudante del Jefe de Personal de la Casa Blanca, dirigida por el presidente Josiah Bartlet, papel que representa Martin Sheen.
El personaje de Josh pasa por ser uno de los más inteligentes y agudos del gabinete presidencial, un tipo jovial con chispa y encanto, aunque sabelotodo y algo creído. Por ejemplo, el personaje de William Bailey (interpretado por Joshua Malina) lo describe como la mente política más aguda del Partido Demócrata con permiso de su superior más inmediato, Leo McGarry.

## Biografía del personaje

### Datos personales y familiares
Nacido en el mes de octubre de algún año de la primera mitad de los 60, Josh procede de la ciudad de Westport, en el estado de Connecticut y se declara aficionado de los New York Mets. Se licenció cum laude en la Universidad de Harvard, así como en la Facultad de Derecho de Yale. Además le fue concedida una beca Fulbright. Josh es judío no practicante, su abuelo estuvo retenido en el campo de concentración nazi de Birkenau durante la Segunda Guerra Mundial.
Josh tenía una hermana, Joanie, que falleció cuando él era pequeño. Ella se había quedado para cuidarle cuando se declaró un incendio en la casa familiar. Josh escapó corriendo para ponerse a salvo, pero su hermana se quedó atrapada y murió. Este suceso angustiaría a Josh el resto de su vida al sentirse culpable por salvarse él y no poder rescatar a su hermana. Además su padre falleció la noche de las elecciones primarias de Illinois. Su madre reparte su tiempo entre Westport y West Palm Beach, Florida, si bien en la tercera temporada vende la casa familiar de Connecticut.

### Trayectoria profesional
Antes de trabajar para el Presidente Jed Bartlet, Josh fue Jefe de Gabinete del Congresista Earl Brennan, director legislativo de los demócratas en la Cámara de Representantes y en el Senado, entre otros altos cargos. Posteriormente Josh entró en el gabinete del entonces Senador John Hoynes, supuesto nominado para las presidenciales de 1998. La tendencia de Hoynes, en contra del consejo de Josh, de dar prioridad a las maniobras políticas sobre sus propias ideas y convicciones lo llevaría a sentirse frustrado. Recién comenzada la campaña, Josh recibió la visita de Leo McGarry, viejo amigo de su padre. A petición de Leo, Josh fue a New Hampshire a presenciar un discurso de Josiah Bartlet, y quedó tan impresionado por la importancia que Bartlet daba a la convicción y la honestidad sobre la simple popularidad que abandonó de inmediato el equipo de Hoynes para trabajar para Bartlet; con él se llevó a su viejo amigo Sam Seaborn. La huida de Josh a la campaña de Bartlet acabaría resultando en una extraña relación de trabajo con Hoynes cuando Bartlet le escogió a él como Ayudante del Jefe de Personal y a Hoynes como candidato a vicepresidente; aunque existen tensiones entre ellos, Josh suele ser el primero del equipo de Bartlet en salir en defensa de Hoynes, mientras que por su parte Hoynes demuestra un gran afecto y respeto por Josh como se pudo ver en su autobiografía, donde dedica varias páginas para alabar a Josh. Por otra parte, Hoynes intentó recuperar a Josh cuando regresó a la política. Un ejemplo característico de la compleja relación entre ambos es el momento en que Hoynes preguntó a Josh si creía que sería presidente si hubiese seguido sus consejos, a lo que Josh contestó que no lo pensaba sino que "lo daba por sentado".
Poco después de que Josh entrase en el equipo de campaña de Bartlet contrató a Donnatella Moss como secretaria a pesar de su aparente falta de aptitudes. Excepto por un corto período durante las Primarias de 2006, Donna ha sido la secretaria de Josh durante toda la serie.
La noche en que Bartlet ganó las primarias de Illinois, el padre de Josh, el respetado abogado neoyorquino Noah Lyman, murió a causa de una embolia pulmonar. Josh se dirigió rápidamente al aeropuerto para volar a casa lo antes posible, y en una escena cargada de dramatismo, Bartlet decidió retrasar su discurso de victoria para poder acompañar a Josh al aeropuerto y asegurarse de que todo salía bien. 
En el final de la primera temporada, Josh resulta gravemente herido tras ser atacado por varios supremacistas blancos que intentaban asesinar a Charlie Young, asistente personal afroamericano del Presidente y novio de la hija del mismo. Josh pasó 14 horas en quirófano y necesitó ayuda psicológica tras mostrar graves síntomas de estrés postraumático.
La posición de Josh en el gabinete de Bartlet se vio comprometida durante algún tiempo después de que filtrase información a la prensa acerca de ciertas negociaciones sobre temas militares con el senador por Idaho Chris Carrick. Carrick había estado intentado obtener la promesa de que la Casa Blanca instalase parte de un sistema antimisiles en su estado, pero la naturaleza competitiva de Josh le impidió comprometerse. Después del revuelo, el senador Carrick dimitió e informó a Josh de que se presentaría a la reelección por el Partido Republicano, citándole como razón primordial de su cambio de bando. La vergüenza que tuvieron que pasar tanto el partido como el gabinete presidencial llevaron a su jefe Leo a apartarlo de las negociaciones presupuestarias, las cuales por otra parte resultaron un fracaso total para el Gobierno. Josh volvería de su aislamiento después de que la primera dama preguntase al Presidente, "¿Dónde está Josh?". Josh fue el único alto cargo del equipo presidencial en apoyar al Presidente en su firme postura contra el Portavoz de la Cámara de Representantes Jeff Haffley.
Josh abandonó su puesto en la Casa Blanca cuando decidió formar parte de la sorpresiva campaña presidencial del Congresista Matt Santos de Texas, siendo sucedido por Clifford Calley. Santos comenzó perdiendo el caucus de Iowa, quedó tercero en las Primarias de Nuevo Hampshire con un 19% de los votos para finalmente ganar las Primarias de California remontando los resultados de las encuestas. Santos también ganó las Primarias de Texas así como las de New Jersey por un estrecho margen. Sin embargo, en la Convención Nacional Demócrata ningún candidato obtuvo los delegados suficientes para conseguir la nominación. Los apoyos se habían dividido entre el favorito para la candidatura a Vicepresidente Bob Russell, el propio Santos y el anterior vicepresidente John Hoynes tras una campaña iniciada dentro de la Convención por el gobernador de Pensilvania Eric Baker. Finalmente Santos consiguió la nominación tras un conmovedor discurso y sobre todo gracias a los hilos movidos en la sombra por el presidente Bartlet. Josh influiría notablemente en el reclutamiento de Leo McGarry como candidato a Vicepresidente, para finalmente ocupar el puesto de Jefe de Campaña de la candidatura Santos/McGarry. Es curioso el paralelismo con el nombramiento de Bartlet 8 años antes contra todo pronóstico, pues el favorito era el posterior Vicepresidente Hoynes.
Después de que Matt Santos resultase elegido Presidente de los Estados Unidos con un estrecho margen sobre el senador republicano Arnold Vinick, el nuevo Presidente nombró a Josh Jefe de Personal de la Casa Blanca. En su última aparición en la serie está manteniendo una reunión privada con el presidente Santos en el Despacho Oval.

### Relación entre Josh y Donna
A lo largo de casi toda la serie se puede observar, de diferentes maneras, la historia de amor entre Josh y Donna. Al principio es más una relación fraternal: discuten, se pelean... pero a la hora de la verdad no había nada que uno no hiciese por el otro. Se podría decir que eran los únicos de su entorno que no veían cómo era en realidad su relación, que durante varias temporadas se mantuvo en suspense, sin que ninguno de los dos diese ningún tipo de paso, todo ello a pesar de multitud de reveladores detalles:
- Donna animó a Josh a que saliera con la encuestadora del partido Joey Lucas a lo largo de la segunda temporada. Esto llevó a dos conclusiones: por una parte Josh admite que saboteaba de forma intencionada la vida amorosa de Donna, y por otra Joey comenzó a darse cuenta de que el interés de Donna por que saliera con Josh venía dado por el miedo que tenía a reconocer que le gustaba a ella misma.
- Donna tuvo una corta relación con el abogado republicano Clifford Calley mientras este trabajaba en la investigación acerca de la ocultación de la esclerosis múltiple del Presidente Bartlet. Calley, debido a su relación personal con Moss, descubrió que ella había mentido estando bajo juramento acerca de un diario. Finalmente Josh alcanzó un pacto de forma secreta con Calley para solucionar el problema.
- La primera vez que Josh y Amy Gardner se ven ella le pregunta si sale con Donna, lo que implica que Amy ve algo entre ellos.
- Donna le pidió ayuda a Josh para conseguir que uno de los asesores del Estado Mayor, Jack Reese, saliera con ella, pero eso solo llevó a Jack a creer que había algo entre ellos.
- Posteriormente Josh tuvo que recoger por motivos de trabajo a Donna de una cita con Jack, justificándose con un "no es lo que parece", queriendo decir que no estaba interrumpiendo la cita a propósito. Donna le preguntó a Josh que qué quería insinuar, y este le contestó que por qué pensaba que insinuaba algo.
- Durante una conversación íntima que Amy Gardner y Donna mantienen en el capítulo "Comienzo" (4x22), Amy le pregunta a Donna si está enamorada de Josh. Los espectadores no llegaron a oír la respuesta si es que la hubo, solo vieron a Donna dudar y cambió el plano.
- En la quinta temporada, C.J. Cregg aconseja a Donna que amplíe sus miras más allá de Josh y que persiga su propia vida social fuera de la Casa Blanca. Esto llevó a Donna a acostarse con el fotógrafo Colin Ayres durante un viaje que una delegación del Congreso realizó a Gaza. Poco después, Donna resultó gravemente herida en un ataque terrorista al convoy norteamericano, ataque en el que murieron tres congresistas y el Jefe del Estado Mayor el Almirante Fitzwallace. Josh, muy preocupado, viajó a Alemania para acompañarla en el hospital militar donde se encontraba ingresada. Allí conocería a Colin, que encontró bastante raro que el jefe de Donna viajase hasta allí para verla. Josh intentó justificarse sin éxito diciendo que también eran amigos.
- Al final de la quinta temporada Josh llevó una docena de rosas, tradicional signo de amor, a la habitación de Donna, pero comprobó que había sido llevada de urgencia a quirófano por una embolia pulmonar, lo mismo que mató a su padre.
- Más adelante en la sexta temporada Donna finalmente decide dejar su trabajo como secretaria de Josh al no ver posibilidades de mejorar su futuro profesional. Decidió unirse a la campaña de Bob Russell por la nominación demócrata, lo que la llevaría a enfrentamientos directos con su antiguo jefe.
- Cuando ambos se encuentran en el periplo de campaña, Josh le insiste acerca de que está en el equipo equivocado, le dice que "deberías estar conmigo". Donna le contestó de forma profesional con uno de los topicazos que Josh solía utilizar.
- Después de que Santos ganase la nominación a Russell, Donna se ofreció a Josh como su ayudante en el episodio de estreno de la séptima temporada, pero él se vio obligado a rechazarla puesto que había realizado fuertes declaraciones contra Santos mientras trabajaba para Russell. Durante posteriores conversaciones él comenta que la echa de menos "todos los días".
- A pesar del desacuerdo de Josh, la Directora de Comunicaciones de su campaña Louise Thornton contrató a Donna posteriormente con la excusa de que pegaba bien en televisión.
- En el episodio 7x13, Josh y Donna se besan apasionadamente después de que ella le diga a él que han alcanzado el empate técnico en las encuestas respecto del candidato republicano, el congresista Vinick. Josh se disculpa tildando el beso de "inapropiado", pero Donna responde que "algún día tenía que ocurrir". Más tarde Donna deja discretamente las llaves de su habitación del hotel en la mesa de Josh, pero alguien se da cuenta antes de que Josh las vea y se las devuelve pensando que se las había olvidado.
- En la primera parte del episodio "El día de las Elecciones" de la séptima temporada, Josh y Donna finalmente mantienen relaciones, en concreto dos veces y por iniciativa de ella.
- En el episodio "Transición" (7x19) Donna le da a Josh cuatro semanas para que piense "lo que quiere". Ella insiste en que si en ese tiempo no lo es capaz de averiguarlo, su relación permanecería en un constante estado de ambigüedad, algo que no quiere en absoluto. Esto le hace darse cuenta a Josh de que necesita desesperadamente tomarse un descanso. Al final del episodio se ve cómo Josh y Donna se van de vacaciones juntos.
- En el episodio final de la séptima temporada y de la serie, Josh y Donna se levantan juntos de la cama la mañana de la investidura de Santos, 10 semanas después del ultimátum dado por Donna.

## Curiosidades
- El nombre "Josh Lyman" apareció por primera vez relacionado con la Casa Blanca en una tira cómica creada por Garry Trudeau en 1993 llamada Doonesbury. El personaje era un empleado de la Oficina de Prensa del Presidente Bill Clinton, encontrado por el personaje regular de la historieta Joanie Caucus. Aparte del nombre y el lugar de trabajo, aparentemente no hay más relación con el personaje de "El Ala Oeste" más allá de las persianas venecianas de su despacho.
- Josh a menudo hace chistes sobre Donna y su procedencia del estado de Wisconsin. Bradley Whitford, el actor que interpreta a Josh, es en realidad de ese estado.
- El personaje está basado, en parte, en el presidente del Comité Demócrata en la Cámara de Representantes, el congresista Rahm Emanuel de Illinois, anteriormente alto cargo del gabinete de Clinton.[2][3][4][5]
- Cuando Josh se quejó durante una conversación con Leo McGarry acerca del proceso de nominación porque los miembros importantes del partido ya no asistían a las reuniones importantes sobre los candidatos, Leo le contestó que él y Toby eran el equivalente moderno. En un episodio posterior, Leo castigó a Toby Ziegler por apoyar de manera tácita al candidato perdedor Ricky Rafferty.
- En una conferencia celebrada el 13 de febrero de 2006 en la American University de Washington D. C., Bradley Whitford habló acerca del episodio en que su personaje y Donna por fin mantienen relaciones. Entre sus comentarios: "Mi madre me preguntó cómo me había ido el día después de haber grabado [la escena], le dije 'Bien, me pasé el día entero desnudo en una cama junto a una mujer bella'."
- Josh es, junto con C.J. Cregg, el personaje que aparece en más episodios (151 de un total de 156).